# Jesús Rubio Martín
Jesús Rubio Martín (Plasencia,  Cáceres, Extremadura, España, 4 de febrero de 1987) es un futbolista español. Se desempeña como centrocampista y actualmente compite en el Club Deportivo Ebro de la Segunda División B de España.

## Trayectoria
Jesús Rubio empezó su carrera deportiva en la U.P. Plasencia, y a los 15 años fue contratado por el Villarreal Club de Fútbol.
Llegó al Villarreal CF en la temporada 2002-2003 para jugar en las categorías inferiores. Comenzó en el Cadete A, al siguiente año pasó al Juvenil B y a mitad de temporada fue ascendido al Juvenil A. La siguiente temporada, comenzó en el Juvenil A, siendo convocado en algunas ocasiones para jugar con el Villarreal CF B. En las dos siguientes temporadas formó parte del filial amarillo, realizando la pretemporada con el primer equipo del Villarreal CF en la temporada 2006-2007 debutando en un amistoso frente al RCD Español. Esa temporada conseguiría el ascenso con su equipo, el Villarreal CF B a la Segunda División B de España.
El verano de 2007 se marcha cedido al Talavera CF de la Segunda División B de España en el cual recibió el Trofeo Halcón al mejor jugador del Talavera CF. Protagonizó la anécdota de la temporada cuando fue castigado por imitar a Panenka al haber entrado al inicio de la segunda parte y siendo sustituido a los pocos minutos.
Después de no contar el Villarreal CF para su proyecto en la temporada 2008-2009 comienza su andadura por tierras andaluzas tras rescindir su último año de contrato con el Villarreal CF. Cuajó una buena campaña a pesar de las primeras adversidades.
Llegó al Almería "B" con el objetivo de ascender a la Segunda División B de España, objetivo que se consiguió tras finalizar en 4.ª posición. La siguiente temporada, tras ser el máximo goleador del equipo, abandona la disciplina del filial rojiblanco.
Fichó por el CD San Roque de Lepe después de ser uno de los grandes artífices de la brillante permanencia del Almería "B" en su 1.ª temporada en la Segunda División B de España Realiza su mejor primera vuelta en el equipo lepero jugando de mediapunta, anotando 10 goles (7 en liga y 4 en Copa del Rey) en 20 partidos de titular. En esta temporada en el San Roque de Lepe, el club hace historia llegando a los dieciseisavos de final de la Copa del Rey de fútbol 2011-12, en la que resulta eliminado por el Sevilla FC tras vender cara su derrota.
Gracias a su verticalidad, su llegada, su buen golpeo de balón y su visión de juego, provoca el interés de otros equipos, aunque finalmente aterriza en el Decano del fútbol español para reforzar la medular del equipo albiazul. Marcó su primer gol en Segunda División de España con el Real Club Recreativo de Huelva el 8 de septiembre de 2012, contribuyendo a la victoria por 3-2 frente al Real Murcia.
El 20 de agosto de 2013 ficha por el Gimnàstic de Tarragona.
El 19 de julio de 2014 ficha por el Huracán Valencia de la Segunda División B de España con el objetivo de ascender a la Segunda División de España. Recibe el premio al mejor jugador de Segunda División B de España del G.III en los Premios Golsmedia 2015.

## Clubes
| Club                       | País   | Año           |
| -------------------------- | ------ | ------------- |
| Villarreal CF "B"          | España | 2005-2007     |
| Talavera C. F.             | España | 2007-2008     |
| Écija Balompié             | España | 2008-2009     |
| U. D. Almería "B"          | España | 2009-2011     |
| C. D. San Roque Lepe       | España | 2011-2012     |
| R. C. Recreativo de Huelva | España | 2011-2013     |
| Gimnástic de Tarragona     | España | 2013-2014     |
| Huracán Valencia C. F.     | España | 2014-2015     |
| UCAM Murcia C. F.          | España | 2015-2016     |
| C. F. Villanovense         | España | 2016-2017     |
| Extremadura U. D.          | España | 2017-2018     |
| C. D. El Ejido 2012        | España | 2018-2019     |
| C. D. Ebro                 | España | 2019-Presente |